# Elena Ruszkowska
Elena Ruszkowska, de nom de soltera Helena Zboińska (Lviv, Imperi Austrohongarès, 23 d'abril de 1877 - Cracòvia, 4 de novembre de 1948) fou una soprano i professora de cant polonesa.
Filla de l'actor Marcel Zboiński, va estudiar cant a la seva ciutat natal, completant els seus estudis a Varsòvia, Viena, Milà i Madrid. El 1894, abans de fer els 17 anys, es va casar amb l'actor Ryszard Ruszkowski (1856-1898). Va debutar el 1900 a l'Òpera Municipal de Lviv, en el paper protagonista de l'òpera Martha, deFriedrich von Flotow, i aviat va ser contractada per cantar primers papers. El 4 d'octubre de 1900 va cantar el paper de Marinka en l'estrena de l'òpera Janek, de Wladyslaw Żeleński, composta per a la inauguració del nou teatre d'òpera de Lviv. El 1903 va ser contractada pels Teatres Nacionals de Varsòvia, on va cantar papers principals tant de soprano lírica com de soprano dramàtica. El 1906 va aparèixer a Varsòvia en l'estrena mundial de l'òpera Maria, de Roman Statkowski.
Va destacar especialment en les heroïnes wagnerianes. Després d'una sèrie d'actuacions a Viena, el 1908 es va tornar a casar amb el secretari del Ministeri de Finances Austríac, Ferdinand Seeliger.
El gener de 1907 es va presentar al Teatre alla Scala de Milà, en l'òpera Götterdämmerung, de Wagner, fent el paper de Gutrune, i el 1908 com Elena de Mefistofele, d'Arrigo Boito, acompanyada de Fiódor Xaliapin i sota la direcció d'Arturo Toscanini. Fins al 1914 va seguir cantant com a soprano convidada en teatres d'Itàlia, Espanya (Teatro Real de Madrid i Gran Teatre del Liceu de Barcelona) i Amèrica del Sud (Teatro Colón de Buenos Aires). De 1914 a 1916 va cantar en l'Òpera de l'Estat de Viena i al Teatre Nacional de Praga. Des de 1919 fins al final de la seva carrera, el 1928, va ser primadonna del Gran Teatre de Varsòvia.

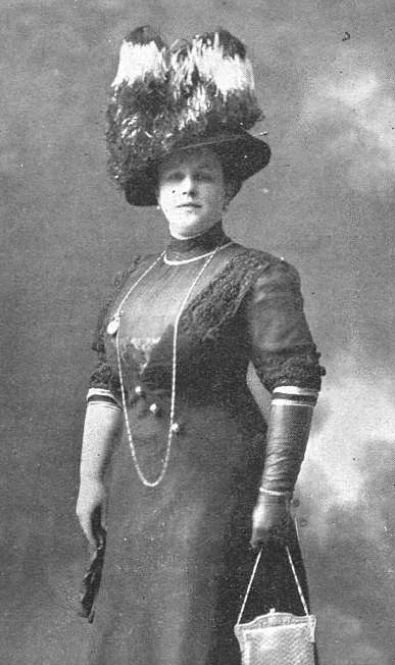
Elena Ruszkowska, a [https://arca.bnc.cat/arcabib_pro/ca/publicaciones/numeros_por_mes.do?idPublicacion=411&anyo=1911 Feminal (28/05/1911)

Al Teatro Real de Madrid va debutar la tardor de 1909 cantant l'òpera Tanhäuser, de Wagner, i fent poc després el paper d'Aida en l'òpera homònima de Verdi. Va continuar cantant altres papers i va tornar la temporada següent, la de 1910, cantant en aquest teatre, entre d'altres, el paper de Desdemona de l'Otello, de Verdi, el paper de Brünhilde de l'òpera Siegfried, de Wagner, i el paper d'Elena en l'òpera Mefistófele, d'Arrigo Boito. Al Gran Teatre del Liceu de Barcelona va debutar la primavera de 1910 en Der fliegende Holländer, de Wagner, sota el títol italià de Il vascello fantasma, cantant després al mateix teatre i del mateix compositor, en el marc d'un Festival Wagner celebrat l'any 1911, les òperes Das Rheingold, Die Walküre i Siegfried. Va romandre a Madrid encara al llarg de 1911, oferint recitals i participant en òperes. L'abril del 1912 va tornar a cantar al Gran Teatre del Liceu, Lohengrin, de Wagner.
Després de 1919, només va actuar a Polònia, especialment a Varsòvia, però també a Cracòvia i Lviv. Després de retirar-se de l'escena es va establir a Cracòvia, dedicant-se a l'ensenyament en el conservatori de la ciutat, i després a la seva pròpia escola privada de cant. Després de la Segona Guerra Mundial va treballar de professora a l'Acadèmia de Música de Cracòvia. Entre les seves alumnes destaquen Ewa Bandrowska-Turska, Ada Sari i Wanda Wermińska.
El seu fill, Wojciech Ruszkowski (1897-1976), va ser un conegut actor polonès.